# Decanato de Vaucelles
El decanato de Vaucelles es una antigua división de la diócesis de Bayeux.

## Límites
Este decanato era una circunscripción del archidiaconado de Hiémois. Ubicado al sur de Caen, estaba comprendido entre los decanatos de Troarn y de Cinglais; limitaba al norte y al oeste con el río Orne y al este con el río Dives.
En 1718, la parroquia de Sainte-Paix, antiguamente en el municipio de Mondeville, se integró en Caen; sin embargo, esta parroquia siguió dependiendo del decanato de Troarn.

## Parroquias

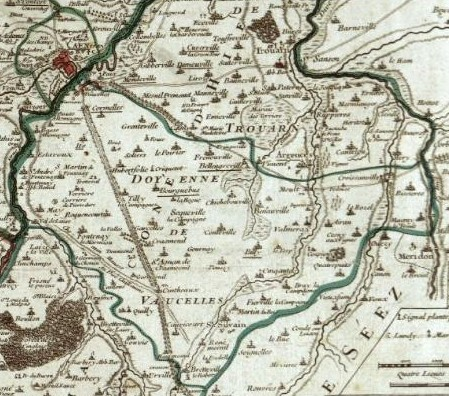
Plano del decanato de Vaucelles

En cursiva, las parroquias cuya membresía al decanato de Vaucelles se discute. Las parroquias de Argences (Saint-Jean y Saint-Patrice) fueron quizás parte del decanato de Troarn o la exención de Fécamp (como las parroquias de Mondeville o Sainte-Paix).  En cuanto a la parroquia de Saint-Martin-des-Bois, su existencia misma es incierta.
- Vaucelles
- Allemagne
- Ifs
- Étavaux
- Saint-André de Fontenay
- Saint-Martin-de-Fontenay
- May
- Rocquancourt
- Fontenay-le-Marmion
- Quilly
- Cormelles
- Grentheville
- Soliers
- Hubert-Folie
- Le Poirier
- Frénouville
- Bellengreville
- Tilly-la-Campagne
- Bourguébus
(incluida la antigua parroquia de Criquetot)
- Chicheboville
- Garcelles
- Secqueville-la-Campagne
- Conteville
- Saint-Aignan-de-Cramesnil
- Poussy
- Billy
- Cintheaux
- Cauvicourt
- Argences
- Moult
- Croissanville
- Bissières
- Béneauville
- Valmeray
- Airan
- Magny-le-Freulle
- Cesny-aux-Vignes
- Cinq-Autels
- Quatre-Puits
- Bray-la-Campagne
- Fierville-la-Campagne
- Saint-Sylvain
(incluyendo Saint-Martin-des-Bois)
- Renémesnil
- Bretteville-le-Rabet